# كونراد ويلهلم إغر
كونراد ويلهلم إغر هو شخصية أعمال ومهندس نرويجي، ولد في 12 ديسمبر 1880، وتوفي في 2 ديسمبر 1966.